# Johann Georg Russwurm
Johann Georg Russwurm, född 7 oktober 1781 i Seebergen, död 28 december 1848 i Selmsdorf, var en tysk pedagog, författare och evangelisk-luthersk präst. 
Russwurm var från 1813 till 1825 rektor. Och från 1825 pastor vid föregångaren till Mariakyrkan i Selmsdorf.
Russwurm var far till Carl Russwurm.